# دون مكمان
دون مكمان (بالإنجليزية: Don McMahon) هو لاعب كرة قاعدة أمريكي، ولد في 4 يناير 1930 في بروكلين في الولايات المتحدة، وتوفي في 22 يوليو 1987 في لوس أنجلوس في الولايات المتحدة بسبب نوبة قلبية.

## وصلات خارجية
- دون مكمان على موقعبيزبول رفرنس.كوم (الدوري الرئيسي) (الإنجليزية)